# Guillermina de los Países Bajos
Guillermina de los Países Bajos (nacida Wilhelmina Helena Pauline Maria; La Haya, 31 de agosto de 1880 - Apeldoorn, 28 de noviembre de 1962) fue la reina de los Países Bajos desde la muerte de su padre, el rey Guillermo III, en 1890, hasta su abdicación, en 1948, cuando volvió a retomar el título de princesa de los Países Bajos. Su madre, la reina Emma, fue regente durante sus primeros ocho años de reinado, mientras que ella alcanzaba la mayoría de edad. Posteriormente, entre 1947 y 1948 su hija, la entonces princesa Juliana, fue regente. 
Con su ascenso al trono neerlandés dio inicio a un periodo de más de 130 años de reinados femeninos en los Países Bajos, el período más largo gobernado exclusivamente por mujeres en cualquier monarquía mundial. 
Reinó en los Países Bajos durante más de cincuenta años, el reinado más largo de un monarca neerlandés. Durante su reinado se produjeron varios acontecimientos clave en la historia neerlandesa y mundial: la Primera Guerra Mundial y la Segunda Guerra Mundial, la crisis económica neerlandesa de 1933, derivada de la Gran Depresión, y el declive del imperio colonial neerlandés. 
Fuera de los Países Bajos, es recordada por su papel durante la II Guerra Mundial, inspirando a la resistencia neerlandesa y convirtiéndose en una destacada líder del gobierno neerlandés en el exilio.

## Infancia y juventud

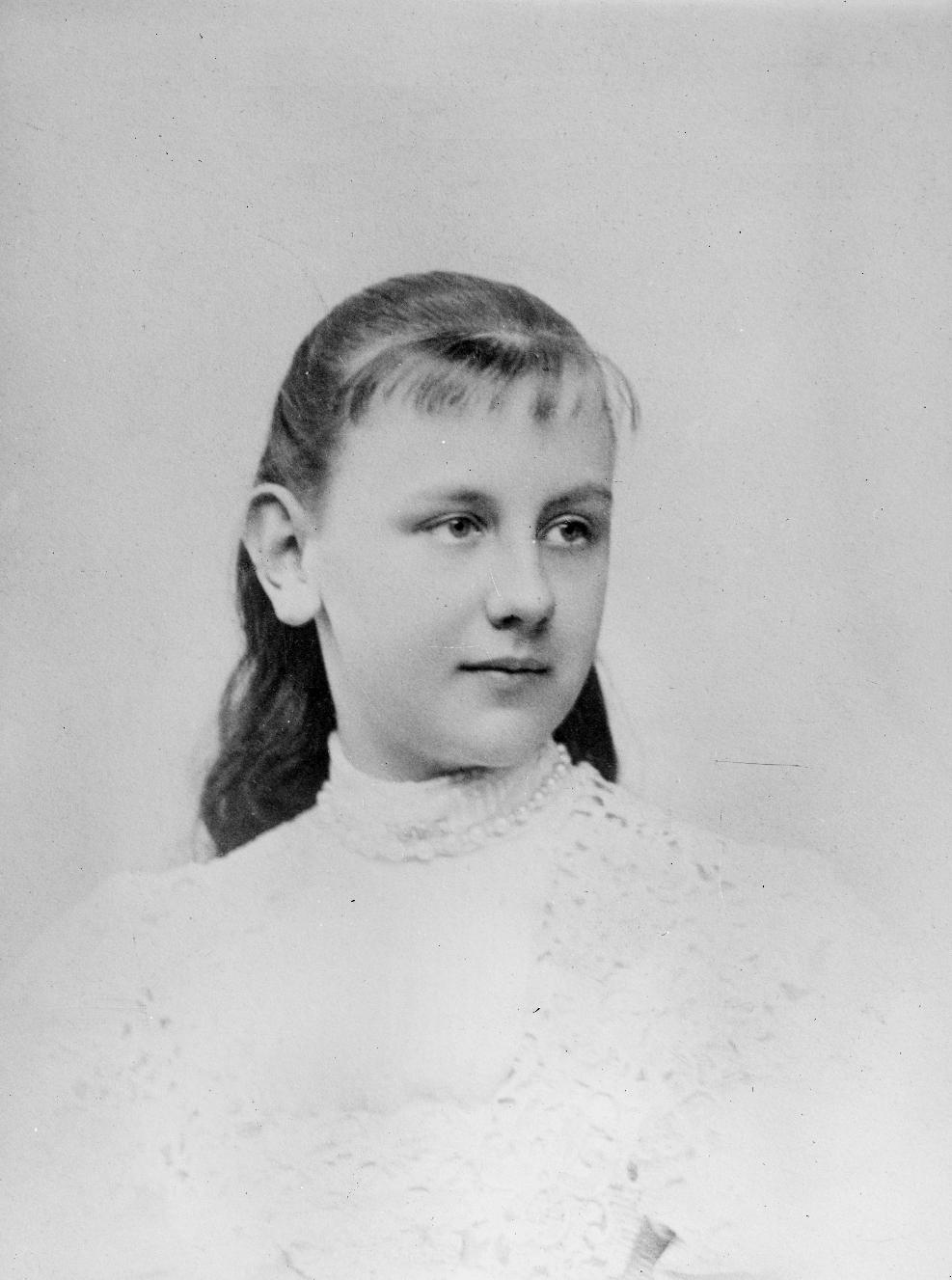
Guillermina en 1890

Fue la hija única del rey Guillermo III de los Países Bajos y de su segunda esposa, la princesa Emma de Waldeck-Pyrmont. Su infancia se caracterizó por una estrecha relación con sus progenitores, especialmente con su padre, que tenía 63 años en el momento de su nacimiento.
Guillermo III ya había tenido tres hijos con su primera esposa, la reina Sofía. Sin embargo, cuando Guillermina nació, el rey ya había sobrevivido a dos de ellos y solo vivía el príncipe Alejandro de Orange, que no tenía hijos. Por lo tanto, desde su nacimiento, fue la segunda en la sucesión al trono neerlandés. Cuando Guillermina tenía cuatro años, el príncipe Alejandro murió y ella se convirtió en la heredera real.
Guillermo III falleció el 23 de noviembre de 1890 y aunque la princesa Guillermina se convirtió inmediatamente en reina, fue su madre quien gobernó como regente. En 1895, Guillermina visitó a la reina Victoria del Reino Unido, que anotó una superficial entrada en su diario: «La joven reina (…) todavía tiene su pelo suelto. Es esbelta y grácil y en una primera impresión parece una niña muy inteligente y dispuesta. Habla bien el inglés y sabe cómo comportarse de forma encantadora».
Guillermina contrajo matrimonio en 1901 con el príncipe Enrique Vladimiro, duque de Mecklemburgo-Schwerin en la Iglesia de San Jaime de La Haya. Aunque se ha dicho que fue un matrimonio de estado sin apenas amor, parece que, en sus comienzos, Guillermina sintió un afecto genuino por Enrique, al que no agradaba su papel como príncipe consorte, que consideraba aburrido y una mera formalidad decorativa, y que le obligaba a someterse a su esposa. Carecía de poder político efectivo en los Países Bajos y Guillermina se aseguró de que esa situación permaneciera.
Una serie de embarazos fallidos también contribuyeron a poner en crisis su matrimonio. Se sabe que Enrique tuvo varios hijos ilegítimos, lo que agravó la situación. Sin embargo, el nacimiento de la princesa Juliana el 30 de abril de 1909 constituyó un alivio después de ocho años de matrimonio.

## Reinado

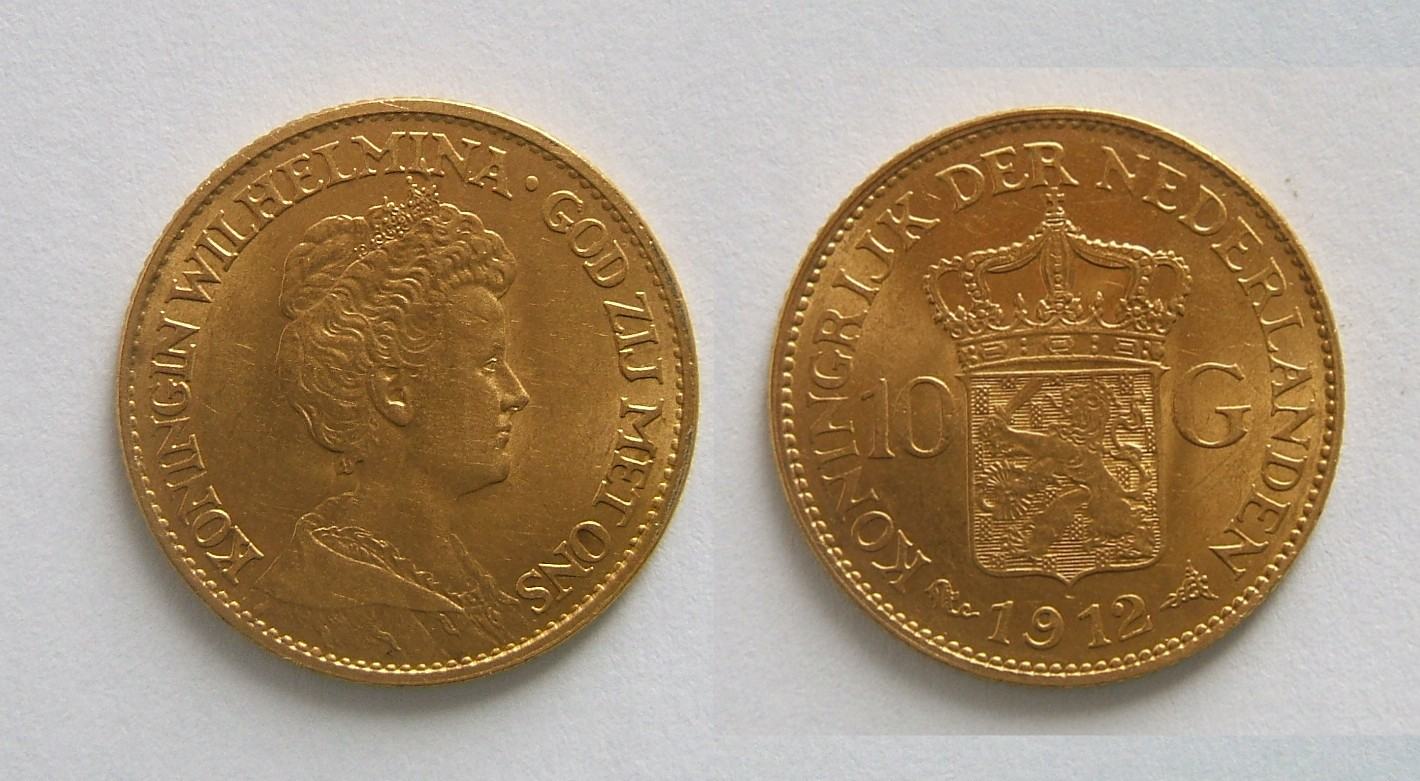
Moneda neerlandesa de 1912 con la efigie de la reina Guillermina

Precavida, cuidadosa y actuando dentro de las limitaciones de lo que esperaba de ella el pueblo neerlandés y sus representantes electos, Guillermina mostró una fuerte voluntad y personalidad a lo largo de su reinado. Estas virtudes le proporcionaron gran popularidad cuando, con 20 años, ordenó a un barco de guerra neerlandés en Sudáfrica que rescatara a Paul Kruger, el presidente de Transvaal. Debido a esta acción, la reina atrajo la atención y el respeto internacional.
Guillermina sentía un profundo desagrado por el Reino Unido, que se había anexionado las repúblicas sudafricanas de Transvaal y el Estado Libre de Orange tras la guerras de los bóeres. Los bóeres eran los descendientes de los primeros colonos neerlandeses que habían llegado a la zona y Guillermina sentía simpatía por ellos.
También disponía de una gran perspicacia empresarial, y sus inversiones la convirtieron en una de las mujeres más ricas del mundo. Incluso, durante una tiempo, se la consideró como la mujer más rica del mundo, un mito heredado por su hija y su nieta. La familia real neerlandesa todavía sigue siendo la inversora más importante de la Royal Dutch Shell, la principal empresa petrolera de los Países Bajos, y una de las mayores empresas petroleras del mundo.
Antes del estallido de la Primera Guerra Mundial, Guillermina había visitado al emperador Guillermo II de Alemania, que según una anécdota presumió ante la reina de su poder diciendo: «Mis guardias miden más de dos metros y los vuestros solo les llegan al hombro». La reina sonrió educadamente y respondió: «Cierto, Su Majestad, sus guardias miden más de dos metros, pero cuando abrimos nuestros diques, el agua llega a más de tres».

## Primera Guerra Mundial

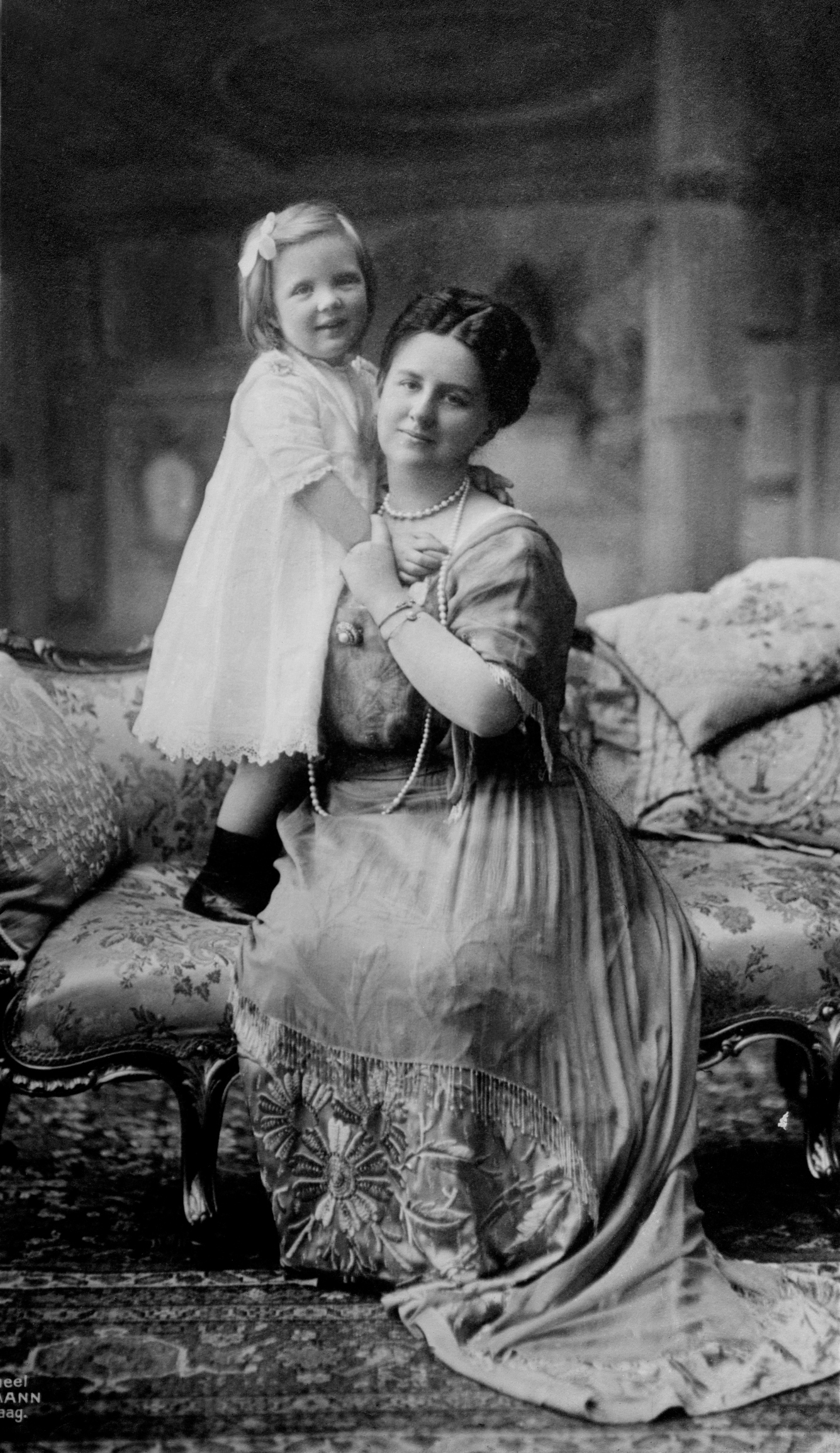
Fotografiada con su hija Juliana, hacia 1914

Aunque permanecieron neutrales durante la Primera Guerra Mundial, las considerables inversiones alemanas en los Países Bajos y las importaciones neerlandesas estrecharon sus lazos comerciales con Alemania. Los alemanes disponían de queso Edam en sus raciones.
Guillermina fue apodada «la reina de los soldados» pero, como mujer, no podía ostentar el título de comandante supremo. A pesar de esta limitación, la reina aprovechó cualquier oportunidad para inspeccionar las fuerzas armadas neerlandesas y expresar sus opiniones. En muchas ocasiones, aparecía sin previo aviso, deseando contemplar la realidad militar, no un espectáculo preparado. Quería a sus soldados y se mostró disconforme con los sucesivos gobiernos neerlandeses, que continuamente aprobaban recortes en los presupuestos militares para ahorrar gastos.
Durante la guerra, también fue apodada «la reina guardiana». A pesar de sus buenas relaciones con Alemania, temía un ataque de las tropas alemanas contra su país, especialmente en los comienzos del conflicto. Sin embargo, los ataques a la soberanía neerlandesa acabaron proviniendo del Reino Unido y de los Estados Unidos que, con su bloqueo comercial, apresaron muchos barcos mercantes neerlandeses en un intento de entorpecer los suministros alemanes. Debido a las continuas tensiones entre los Países Bajos y los Aliados, los neerlandeses se aferraron a su neutralidad.
Hacia el final del conflicto, se extendió el descontento civil, provocado por la revolución bolchevique en Rusia en 1917. Un líder socialista neerlandés llamado Pieter Troelstra trató de derribar el gobierno y la monarquía. Pero en lugar de recurrir a una revolución violenta, quería controlar el Tweede Kamer, la cámara legislativa del Parlamento, y esperaba conseguirlo mediante las elecciones, convencido de que la clase trabajadora le apoyaría en masa. Sin embargo, la popularidad de Guillermina le ayudó a restaurar la confianza popular en el gobierno mediante una serie de actos públicos y populistas. Pronto quedó claro que la revolución socialista iniciada en Rusia no se extendería a los Países Bajos.
Después del armisticio y el fin de la guerra, Guillermo II, que había sido obligado a renunciar al trono imperial de Alemania, se exilió a los Países Bajos, donde el gobierno le ofreció asilo político, debido en gran parte a sus lazos con Guillermina. En respuesta a los esfuerzos de los Aliados por juzgar al káiser, la reina convocó a los embajadores ante su presencia y les leyó los derechos de asilo.

## Período de entreguerras

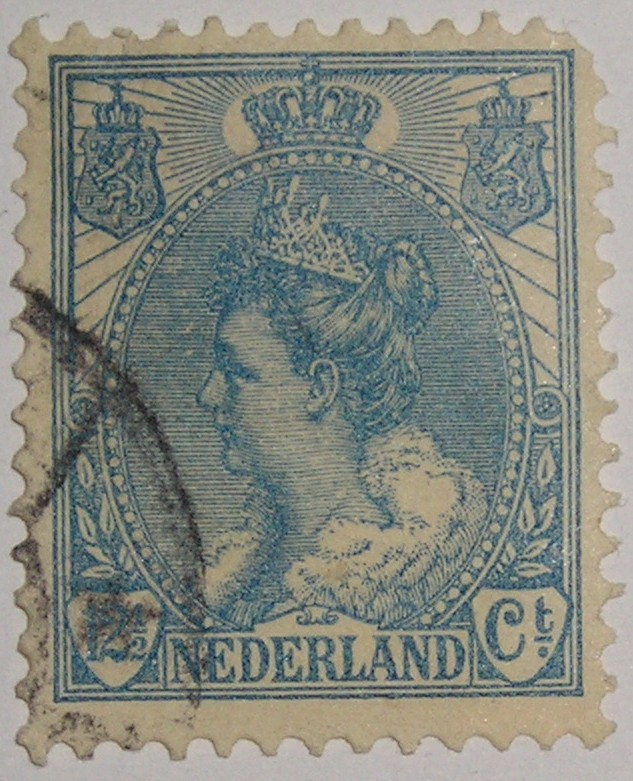
Sello de la reina Guillermina impreso durante el período de entreguerras

Durante las décadas de 1920 y 1930, los Países Bajos comenzaron a emerger como poder industrial. Los ingenieros neerlandeses consiguieron ganar vastos terrenos al mar mediante el proyecto Zuiderzee.
A finales de 1934, falleció el príncipe Enrique, esposo de Guillermina —que también perdió a su madre, la reina Emma, ese mismo año—.
Durante este período y, sobre todo, durante la Gran Depresión, el poder personal de Guillermina alcanzó su auge, debido sobre todo a la elección de sucesivos gobiernos monárquicos, dirigidos por la destacada figura del primer ministro Hendrik Colijn, del Partido Antirrevolucionario. Guillermina participó en muchos asuntos y problemas de Estado, bien directamente o expresando su opinión en privado.
En 1939, el quinto y último gobierno de Colijn fue derribado por una moción de confianza dos días después de su formación. Parece que la Guillermina estuvo detrás de la formación de este último gobierno, que fue diseñado para convertirse en un gabinete «real» extraparlamentario. La reina se mostraba muy escéptica con el funcionamiento del sistema parlamentario y, de forma encubierta y sutil, trató de manipularlo en más de una ocasión.
Durante esta época, también preparó el matrimonio entre su hija Juliana y el conde Bernardo de Lippe-Biesterfeld, un príncipe alemán que había perdido la mayor parte de sus posesiones tras la Primera Guerra Mundial. Aunque al principio su elección como consorte despertó suspicacias ante los rumores infundados de sus simpatías hacia el gobierno nazi de Alemania, con el tiempo Bernardo se convertiría en una de las figuras más populares de la familia real.

## Segunda Guerra Mundial

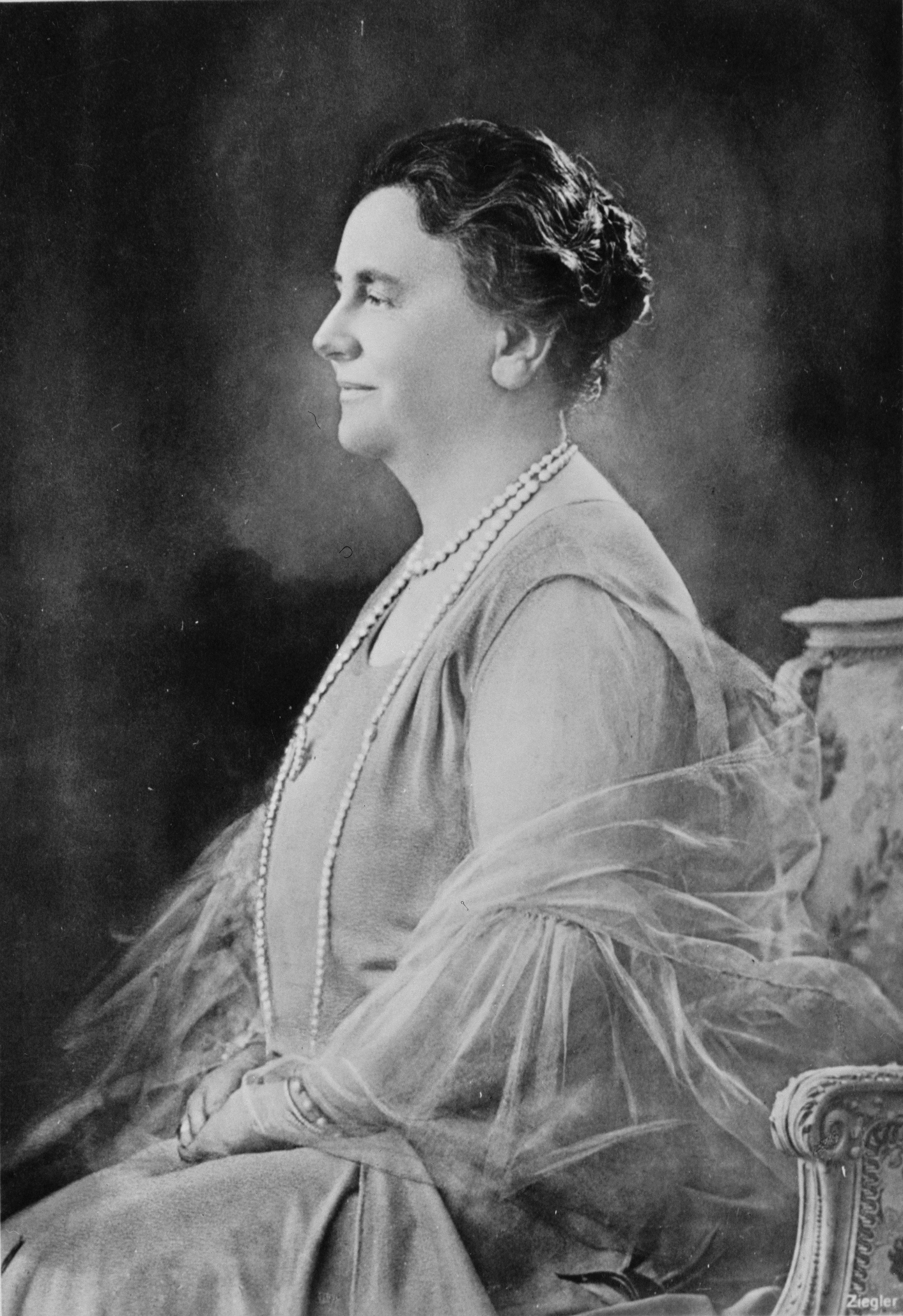
Fotografía oficial de la reina, 1942

El 10 de mayo de 1940, el ejército de Alemania invadió los Países Bajos, y la familia real fue evacuada al Reino Unido tres días después. Guillermina deseaba permanecer en los Países Bajos: había planeado dirigirse a la provincia de Zelanda, en el sur del país, con sus tropas para coordinar la resistencia en la ciudad de Breskens y permanecer allí hasta que llegara la ayuda, como había hecho el rey Alberto I de Bélgica durante la Primera Guerra Mundial. Un crucero británico iba a llevarla primero a La Haya, pero cuando se encontraba a bordo, el capitán le dijo que le era imposible acercarse a la costa neerlandesa, ya que Zelanda estaba siendo bombardeada por la Luftwaffe y la situación era muy peligrosa. Guillermina aceptó viajar al Reino Unido, desde donde esperaba regresar tan pronto como le fuera posible, pero sus planes se demoraron. Durante un tiempo, estuvo en Canadá, donde se refugiaron varios miembros de su familia. Allí vivió en Rideau Hall, la residencia del gobernador general canadiense. Se dice que, mientras estuvo allí, llamó la atención por sus costumbres relativamente sencillas. La reina insistió en hacer las compras en persona, paseando por las calles de Ottawa sin compañía y viajando en transportes civiles.
Los ejércitos neerlandeses terminaron rindiéndose el 15 de mayo de 1940. Guillermina asumió el liderazgo del gobierno neerlandés exiliado, estableciendo una estructura ejecutiva y enviando un mensaje al pueblo neerlandés.
Las relaciones entre el gobierno neerlandés en el exilio y la monarca fueron tensas, con un desagrado mutuo y varios desencuentros a medida que avanzaba la guerra. Guillermina consideraba que su figura debía ser la más destacada, debido a su experiencia y conocimiento, así como su popularidad y respeto entre otros líderes mundiales. Por otra parte, en aquella situación, el Gobierno neerlandés carecía del poder parlamentario para respaldar sus decisiones y pocos recursos a los que acudir. La primera crisis surgió cuando el primer ministro en el exilio, Dirk Jan de Geer, intentó entablar negociaciones separadas con los nazis para conseguir un acuerdo de paz, pues creía que los Aliados no ganarían la guerra. Guillermina se opuso a las negociaciones y finalmente consiguió deponer a De Geer con el apoyo del ministro Pieter Gerbrandy.

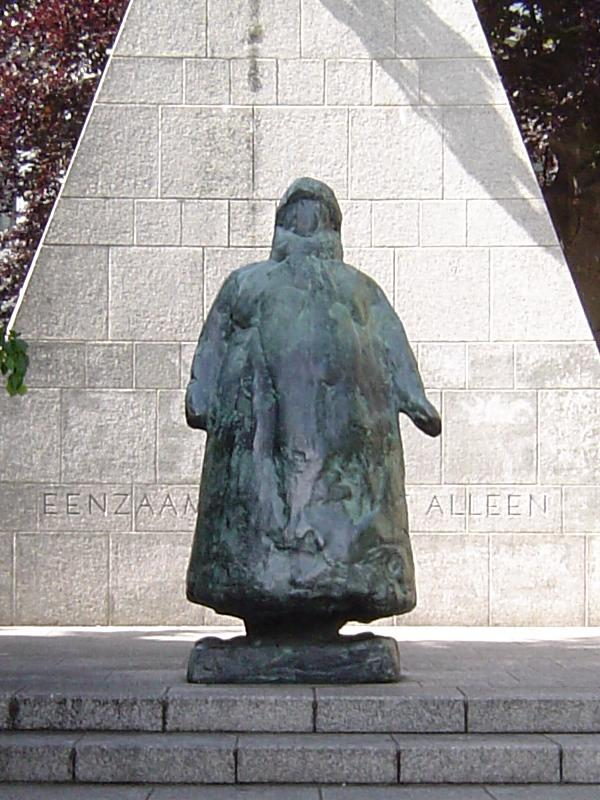
Estatua de Guillermina en La Haya

Durante la guerra, la fotografía de la reina fue una señal de resistencia contra los alemanes. Como Winston Churchill hizo en Gran Bretaña, Guillermina envió mensajes al pueblo neerlandés desde el exilio a través de la emisora Radio Orange.
La reina declaró a Adolf Hitler «el archienemigo de la humanidad». Sus apariciones radiofónicas fueron bien recibidas por los neerlandeses, que tuvieron que escucharlas clandestinamente. Una anécdota publicada en su obituario en el New York Times ilustra cómo era valorada por sus súbditos durante este período: «Aunque la celebración del cumpleaños de la reina fue prohibida por los nazis, la conmemoración se celebraba. Cuando los feligreses de la pequeña ciudad pesquera de Hize se levantaban y cantaban versos del himno nacional neerlandés en el cumpleaños de la reina, la ciudad tuvo que pagar una multa de 60 000 guilders».
Durante la guerra, la reina casi resultó asesinada por una bomba que acabó con la vida de varios de sus guardias y que dañó seriamente su propiedad cerca de South Mimms, en Inglaterra. En 1944, Guillermina se convirtió en la segunda mujer que entró en la prestigiosa Orden de la Jarretera. Churchill la describió como «el único hombre de verdad en los gobiernos exiliados en Londres».
La reina desarrolló ideas durante su estancia en Inglaterra para renovar la vida social y política neerlandesa tras la liberación. Quería crear un gabinete real fuerte formado por los principales líderes de la resistencia. Había depuesto al primer ministro De Geer con la aprobación de los demás políticos neerlandeses. Sin embargo, puede decirse que, en general, la monarca «odiaba» a los políticos, que consideraba alejados de la realidad del pueblo. Cuando los Países Bajos fueron liberados en 1945, se sintió decepcionada al comprobar que el poder político era nuevamente ocupado por las facciones políticas anteriores a la guerra.
Tras el fin de la Segunda Guerra Mundial, Guillermina tomó la decisión de no volver a su palacio y se trasladó a una mansión en La Haya, donde vivió durante ocho meses y viajó por el país para motivar a sus súbditos, en ocasiones utilizando bicicleta en lugar de coche. 
Sin embargo, en 1947, mientras el país seguía recuperándose de los daños sufridos durante la guerra, las revueltas en las colonias neerlandesas del Sudeste Asiático provocaron duras críticas contra la reina y la élite económica. Su pérdida de popularidad y la presión internacional la llevaron a abandonar las colonias y a abdicar poco después.

## Últimos años

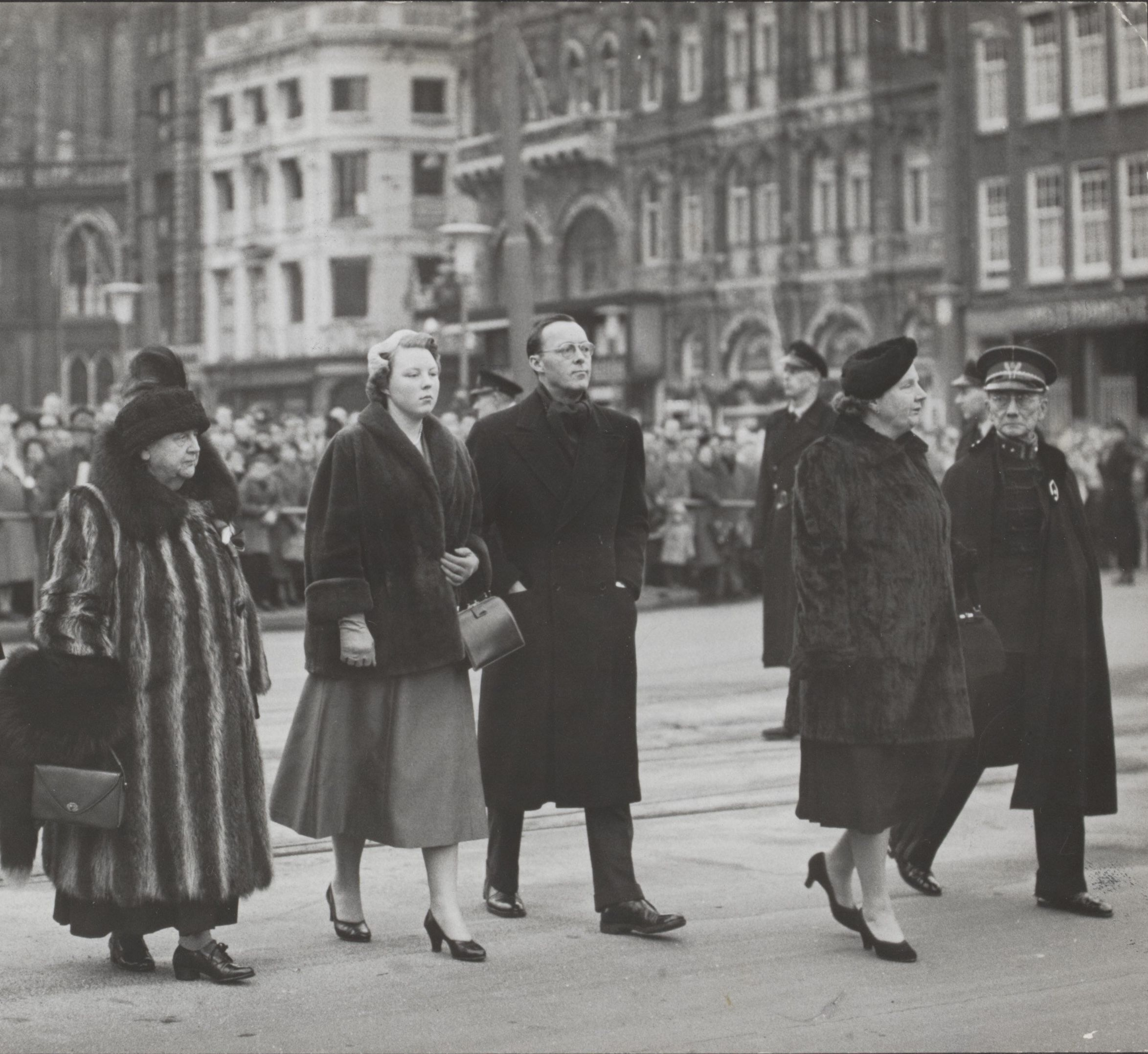
El general Henri Koot en Ámsterdam junto a los miembros de la familia real,. De izquierda a derecha, la princesa Guillermina, la princesa Beatriz, el príncipe Bernardo, la reina Juliana y Henri Koot.

El 4 de septiembre de 1948, después de reinar 58 años y 50 días, la reina Guillermina abdicó a favor de su hija Juliana. Desde entonces asumió el tratamiento de «Su Alteza Real la Princesa Guillermina de los Países Bajos». Tras su reinado, la influencia de la monarquía neerlandesa comenzó a declinar, aunque su popularidad se mantuvo. Guillermina se retiró al palacio Het Loo, haciendo pocas apariciones públicas hasta que el país fue devastado por la inundación de 1953. Una vez más recorrió el país animando y motivando a los neerlandeses.
Durante sus últimos años, escribió su autobiografía titulada Eenzaam, maar niet alleen (En solitario, pero no sola), en la que opinaba sobre los acontecimientos que habían marcado su vida, mostrando sus motivaciones y unos fuertes sentimientos religiosos.
Guillermina murió a los 82 años el 28 de noviembre de 1962 y fue enterrada en el panteón familiar de la familia real neerlandesa en Nieuwe Kerk, en Delft, el 8 de diciembre de 1962. El funeral fue, a su petición, y contrariamente al protocolo, completamente de blanco, para expresar su creencia de que «la muerte terrenal solo es el comienzo de la vida eterna».
Si Guillermina no hubiera abdicado en su hija antes de morir, habría reinado 72 años y 5 días, lo que habría sido el segundo reinado más largo de la historia (tras el de Luis XIV de Francia) y el primero más largo de una mujer.

## Títulos y tratamientos
| ● 31 de agosto de 1880-21 de junio de 1884:        | Su alteza real la princesa Paulina     |
| ● 21 de junio de 1884-23 de noviembre de 1890:     | Su alteza real la princesa Guillermina |
| ● 23 de noviembre de 1890-4 de septiembre de 1948: | Su majestad la reina                   |
| ● 4 de septiembre de 1948-28 de noviembre de 1962: | Su alteza real la princesa Guillermina |

## Órdenes
- Dama de la Orden de las Damas Nobles de la Reina María Luisa.[7] (22 de noviembre de 1890,  España)
- Dama de primera clase de la Real Orden de Victoria y Alberto.[8] (30 de abril de 1898,  Reino Unido)

## Ancestros
| \| \| \| \| \| \| \| \| \| \| \| \| \| \| \| \| \| \| \| \| 16. Guillermo V de Orange-Nassau \| \| \| \| \| \| \| \| \| \| \| \| \| \| \| \| \| \| \| \| \| \| \| \| \| \| \| \| \| \| \| \| \| \| \| \| \| \| \| \| \| \| \| \| \| \| \| \| \| \| \| \| \| \| 8. Guillermo I de los Países Bajos \| \| \| \| \| \| \| \| \| \| \| \| \| \| \| \| \| \| \| \| \| \| \| \| \| \| \| \| \| \| \| \| \| \| \| \| \| \| \| \| \| \| \| \| \| \| \| \| \| \| \| \| \| \| 17. Federica Guillermina de Prusia \| \| \| \| \| \| \| \| \| \| \| \| \| \| \| \| \| \| \| \| \| \| \| \| \| \| \| \| \| \| \| \| \| \| \| \| \| \| \| \| \| \| \| \| \| \| \| \| \| \| \| \| \| \| 4. Guillermo II de los Países Bajos \| \| \| \| \| \| \| \| \| \| \| \| \| \| \| \| \| \| \| \| \| \| \| \| \| \| \| \| \| \| \| \| \| \| \| \| \| \| \| \| \| \| \| \| \| \| \| \| \| \| \| \| \| \| 18. Federico Guillermo II de Prusia \| \| \| \| \| \| \| \| \| \| \| \| \| \| \| \| \| \| \| \| \| \| \| \| \| \| \| \| \| \| \| \| \| \| \| \| \| \| \| \| \| \| \| \| \| \| \| \| \| \| \| \| \| \| 9. Guillermina de Prusia \| \| \| \| \| \| \| \| \| \| \| \| \| \| \| \| \| \| \| \| \| \| \| \| \| \| \| \| \| \| \| \| \| \| \| \| \| \| \| \| \| \| \| \| \| \| \| \| \| \| \| \| \| \| 19. Federica Luisa de Hesse-Darmstadt \| \| \| \| \| \| \| \| \| \| \| \| \| \| \| \| \| \| \| \| \| \| \| \| \| \| \| \| \| \| \| \| \| \| \| \| \| \| \| \| \| \| \| \| \| \| \| \| \| \| \| \| \| \| 2. Guillermo III de los Países Bajos \| \| \| \| \| \| \| \| \| \| \| \| \| \| \| \| \| \| \| \| \| \| \| \| \| \| \| \| \| \| \| \| \| \| \| \| \| \| \| \| \| \| \| \| \| \| \| \| \| \| \| \| \| \| 20. Pedro III de Rusia \| \| \| \| \| \| \| \| \| \| \| \| \| \| \| \| \| \| \| \| \| \| \| \| \| \| \| \| \| \| \| \| \| \| \| \| \| \| \| \| \| \| \| \| \| \| \| \| \| \| \| \| \| \| 10. Pablo I de Rusia \| \| \| \| \| \| \| \| \| \| \| \| \| \| \| \| \| \| \| \| \| \| \| \| \| \| \| \| \| \| \| \| \| \| \| \| \| \| \| \| \| \| \| \| \| \| \| \| \| \| \| \| \| \| 21. Catalina II de Rusia \| \| \| \| \| \| \| \| \| \| \| \| \| \| \| \| \| \| \| \| \| \| \| \| \| \| \| \| \| \| \| \| \| \| \| \| \| \| \| \| \| \| \| \| \| \| \| \| \| \| \| \| \| \| 5. Ana Pávlovna Románova \| \| \| \| \| \| \| \| \| \| \| \| \| \| \| \| \| \| \| \| \| \| \| \| \| \| \| \| \| \| \| \| \| \| \| \| \| \| \| \| \| \| \| \| \| \| \| \| \| \| \| \| \| \| 22. Federico II Eugenio de Wurtemberg \| \| \| \| \| \| \| \| \| \| \| \| \| \| \| \| \| \| \| \| \| \| \| \| \| \| \| \| \| \| \| \| \| \| \| \| \| \| \| \| \| \| \| \| \| \| \| \| \| \| \| \| \| \| 11. Sofía Dorotea de Wurtemberg \| \| \| \| \| \| \| \| \| \| \| \| \| \| \| \| \| \| \| \| \| \| \| \| \| \| \| \| \| \| \| \| \| \| \| \| \| \| \| \| \| \| \| \| \| \| \| \| \| \| \| \| \| \| 23. Federica de Brandeburgo-Schwedt \| \| \| \| \| \| \| \| \| \| \| \| \| \| \| \| \| \| \| \| \| \| \| \| \| \| \| \| \| \| \| \| \| \| \| \| \| \| \| \| \| \| \| \| \| \| \| \| \| \| \| \| \| \| 1. Guillermina de los Países Bajos \| \| \| \| \| \| \| \| \| \| \| \| \| \| \| \| \| \| \| \| \| \| \| \| \| \| \| \| \| \| \| \| \| \| \| \| \| \| \| \| \| \| \| \| \| \| \| \| \| \| \| \| \| \| 24. Jorge I de Waldeck-Pyrmont \| \| \| \| \| \| \| \| \| \| \| \| \| \| \| \| \| \| \| \| \| \| \| \| \| \| \| \| \| \| \| \| \| \| \| \| \| \| \| \| \| \| \| \| \| \| \| \| \| \| \| \| \| \| 12. Jorge II de Waldeck-Pyrmont \| \| \| \| \| \| \| \| \| \| \| \| \| \| \| \| \| \| \| \| \| \| \| \| \| \| \| \| \| \| \| \| \| \| \| \| \| \| \| \| \| \| \| \| \| \| \| \| \| \| \| \| \| \| 25. Augusta de Schwarzburgo-Sondershausen \| \| \| \| \| \| \| \| \| \| \| \| \| \| \| \| \| \| \| \| \| \| \| \| \| \| \| \| \| \| \| \| \| \| \| \| \| \| \| \| \| \| \| \| \| \| \| \| \| \| \| \| \| \| 6. Jorge Víctor de Waldeck-Pyrmont \| \| \| \| \| \| \| \| \| \| \| \| \| \| \| \| \| \| \| \| \| \| \| \| \| \| \| \| \| \| \| \| \| \| \| \| \| \| \| \| \| \| \| \| \| \| \| \| \| \| \| \| \| \| 26. Víctor II de Anhalt-Bernburg-Schaumburg-Hoym \| \| \| \| \| \| \| \| \| \| \| \| \| \| \| \| \| \| \| \| \| \| \| \| \| \| \| \| \| \| \| \| \| \| \| \| \| \| \| \| \| \| \| \| \| \| \| \| \| \| \| \| \| \| 13. Emma de Anhalt-Bernburg-Schaumburg-Hoym \| \| \| \| \| \| \| \| \| \| \| \| \| \| \| \| \| \| \| \| \| \| \| \| \| \| \| \| \| \| \| \| \| \| \| \| \| \| \| \| \| \| \| \| \| \| \| \| \| \| \| \| \| \| 27. Amelia Carlota de Nassau-Weilburg \| \| \| \| \| \| \| \| \| \| \| \| \| \| \| \| \| \| \| \| \| \| \| \| \| \| \| \| \| \| \| \| \| \| \| \| \| \| \| \| \| \| \| \| \| \| \| \| \| \| \| \| \| \| 3. Emma de Waldeck-Pyrmont \| \| \| \| \| \| \| \| \| \| \| \| \| \| \| \| \| \| \| \| \| \| \| \| \| \| \| \| \| \| \| \| \| \| \| \| \| \| \| \| \| \| \| \| \| \| \| \| \| \| \| \| \| \| 28. Federico Guillermo de Nassau-Weilburg \| \| \| \| \| \| \| \| \| \| \| \| \| \| \| \| \| \| \| \| \| \| \| \| \| \| \| \| \| \| \| \| \| \| \| \| \| \| \| \| \| \| \| \| \| \| \| \| \| \| \| \| \| \| 14. Jorge Guillermo de Nassau \| \| \| \| \| \| \| \| \| \| \| \| \| \| \| \| \| \| \| \| \| \| \| \| \| \| \| \| \| \| \| \| \| \| \| \| \| \| \| \| \| \| \| \| \| \| \| \| \| \| \| \| \| \| 29. Luisa Isabel de Sayn-Wittgenstein-Hachenburg \| \| \| \| \| \| \| \| \| \| \| \| \| \| \| \| \| \| \| \| \| \| \| \| \| \| \| \| \| \| \| \| \| \| \| \| \| \| \| \| \| \| \| \| \| \| \| \| \| \| \| \| \| \| 7. Elena Guillermina de Nassau \| \| \| \| \| \| \| \| \| \| \| \| \| \| \| \| \| \| \| \| \| \| \| \| \| \| \| \| \| \| \| \| \| \| \| \| \| \| \| \| \| \| \| \| \| \| \| \| \| \| \| \| \| \| 30. Pablo de Wurtemberg \| \| \| \| \| \| \| \| \| \| \| \| \| \| \| \| \| \| \| \| \| \| \| \| \| \| \| \| \| \| \| \| \| \| \| \| \| \| \| \| \| \| \| \| \| \| \| \| \| \| \| \| \| \| 15. Paulina de Württemberg \| \| \| \| \| \| \| \| \| \| \| \| \| \| \| \| \| \| \| \| \| \| \| \| \| \| \| \| \| \| \| \| \| \| \| \| \| \| \| \| \| \| \| \| \| \| \| \| \| \| \| \| \| \| 31. Carlota de Sajonia-Hildburghausen \| \| \| \| \| \| \| \| \| \| \| \| \| \| \| \| \| \| \| \| \| \| \| \| \| \| \| \| \| \| \| \| \| \| \| \| \| \| \| \| \| \| \| \| \| \| \| \| \| \| \| \| |                                                  |  |  |  |  |  |  |  |  |  |  |  |  |  |  |  |
| |                                                  |  |  |  |  |  |  |  |  |  |  |  |  |  |  |  |
| | 16. Guillermo V de Orange-Nassau                 |  |  |  |  |  |  |  |  |  |  |  |  |  |  |  |
| |                                                  |  |  |  |  |  |  |  |  |  |  |  |  |  |  |  |
| |                                                  |  |  |  |  |  |  |  |  |  |  |  |  |  |  |  |
| | 8. Guillermo I de los Países Bajos               |  |  |  |  |  |  |  |  |  |  |  |  |  |  |  |
| |                                                  |  |  |  |  |  |  |  |  |  |  |  |  |  |  |  |
| |                                                  |  |  |  |  |  |  |  |  |  |  |  |  |  |  |  |
| | 17. Federica Guillermina de Prusia               |  |  |  |  |  |  |  |  |  |  |  |  |  |  |  |
| |                                                  |  |  |  |  |  |  |  |  |  |  |  |  |  |  |  |
| |                                                  |  |  |  |  |  |  |  |  |  |  |  |  |  |  |  |
| | 4. Guillermo II de los Países Bajos              |  |  |  |  |  |  |  |  |  |  |  |  |  |  |  |
| |                                                  |  |  |  |  |  |  |  |  |  |  |  |  |  |  |  |
| |                                                  |  |  |  |  |  |  |  |  |  |  |  |  |  |  |  |
| | 18. Federico Guillermo II de Prusia              |  |  |  |  |  |  |  |  |  |  |  |  |  |  |  |
| |                                                  |  |  |  |  |  |  |  |  |  |  |  |  |  |  |  |
| |                                                  |  |  |  |  |  |  |  |  |  |  |  |  |  |  |  |
| | 9. Guillermina de Prusia                         |  |  |  |  |  |  |  |  |  |  |  |  |  |  |  |
| |                                                  |  |  |  |  |  |  |  |  |  |  |  |  |  |  |  |
| |                                                  |  |  |  |  |  |  |  |  |  |  |  |  |  |  |  |
| | 19. Federica Luisa de Hesse-Darmstadt            |  |  |  |  |  |  |  |  |  |  |  |  |  |  |  |
| |                                                  |  |  |  |  |  |  |  |  |  |  |  |  |  |  |  |
| |                                                  |  |  |  |  |  |  |  |  |  |  |  |  |  |  |  |
| | 2. Guillermo III de los Países Bajos             |  |  |  |  |  |  |  |  |  |  |  |  |  |  |  |
| |                                                  |  |  |  |  |  |  |  |  |  |  |  |  |  |  |  |
| |                                                  |  |  |  |  |  |  |  |  |  |  |  |  |  |  |  |
| | 20. Pedro III de Rusia                           |  |  |  |  |  |  |  |  |  |  |  |  |  |  |  |
| |                                                  |  |  |  |  |  |  |  |  |  |  |  |  |  |  |  |
| |                                                  |  |  |  |  |  |  |  |  |  |  |  |  |  |  |  |
| | 10. Pablo I de Rusia                             |  |  |  |  |  |  |  |  |  |  |  |  |  |  |  |
| |                                                  |  |  |  |  |  |  |  |  |  |  |  |  |  |  |  |
| |                                                  |  |  |  |  |  |  |  |  |  |  |  |  |  |  |  |
| | 21. Catalina II de Rusia                         |  |  |  |  |  |  |  |  |  |  |  |  |  |  |  |
| |                                                  |  |  |  |  |  |  |  |  |  |  |  |  |  |  |  |
| |                                                  |  |  |  |  |  |  |  |  |  |  |  |  |  |  |  |
| | 5. Ana Pávlovna Románova                         |  |  |  |  |  |  |  |  |  |  |  |  |  |  |  |
| |                                                  |  |  |  |  |  |  |  |  |  |  |  |  |  |  |  |
| |                                                  |  |  |  |  |  |  |  |  |  |  |  |  |  |  |  |
| | 22. Federico II Eugenio de Wurtemberg            |  |  |  |  |  |  |  |  |  |  |  |  |  |  |  |
| |                                                  |  |  |  |  |  |  |  |  |  |  |  |  |  |  |  |
| |                                                  |  |  |  |  |  |  |  |  |  |  |  |  |  |  |  |
| | 11. Sofía Dorotea de Wurtemberg                  |  |  |  |  |  |  |  |  |  |  |  |  |  |  |  |
| |                                                  |  |  |  |  |  |  |  |  |  |  |  |  |  |  |  |
| |                                                  |  |  |  |  |  |  |  |  |  |  |  |  |  |  |  |
| | 23. Federica de Brandeburgo-Schwedt              |  |  |  |  |  |  |  |  |  |  |  |  |  |  |  |
| |                                                  |  |  |  |  |  |  |  |  |  |  |  |  |  |  |  |
| |                                                  |  |  |  |  |  |  |  |  |  |  |  |  |  |  |  |
| | 1. Guillermina de los Países Bajos               |  |  |  |  |  |  |  |  |  |  |  |  |  |  |  |
| |                                                  |  |  |  |  |  |  |  |  |  |  |  |  |  |  |  |
| |                                                  |  |  |  |  |  |  |  |  |  |  |  |  |  |  |  |
| | 24. Jorge I de Waldeck-Pyrmont                   |  |  |  |  |  |  |  |  |  |  |  |  |  |  |  |
| |                                                  |  |  |  |  |  |  |  |  |  |  |  |  |  |  |  |
| |                                                  |  |  |  |  |  |  |  |  |  |  |  |  |  |  |  |
| | 12. Jorge II de Waldeck-Pyrmont                  |  |  |  |  |  |  |  |  |  |  |  |  |  |  |  |
| |                                                  |  |  |  |  |  |  |  |  |  |  |  |  |  |  |  |
| |                                                  |  |  |  |  |  |  |  |  |  |  |  |  |  |  |  |
| | 25. Augusta de Schwarzburgo-Sondershausen        |  |  |  |  |  |  |  |  |  |  |  |  |  |  |  |
| |                                                  |  |  |  |  |  |  |  |  |  |  |  |  |  |  |  |
| |                                                  |  |  |  |  |  |  |  |  |  |  |  |  |  |  |  |
| | 6. Jorge Víctor de Waldeck-Pyrmont               |  |  |  |  |  |  |  |  |  |  |  |  |  |  |  |
| |                                                  |  |  |  |  |  |  |  |  |  |  |  |  |  |  |  |
| |                                                  |  |  |  |  |  |  |  |  |  |  |  |  |  |  |  |
| | 26. Víctor II de Anhalt-Bernburg-Schaumburg-Hoym |  |  |  |  |  |  |  |  |  |  |  |  |  |  |  |
| |                                                  |  |  |  |  |  |  |  |  |  |  |  |  |  |  |  |
| |                                                  |  |  |  |  |  |  |  |  |  |  |  |  |  |  |  |
| | 13. Emma de Anhalt-Bernburg-Schaumburg-Hoym      |  |  |  |  |  |  |  |  |  |  |  |  |  |  |  |
| |                                                  |  |  |  |  |  |  |  |  |  |  |  |  |  |  |  |
| |                                                  |  |  |  |  |  |  |  |  |  |  |  |  |  |  |  |
| | 27. Amelia Carlota de Nassau-Weilburg            |  |  |  |  |  |  |  |  |  |  |  |  |  |  |  |
| |                                                  |  |  |  |  |  |  |  |  |  |  |  |  |  |  |  |
| |                                                  |  |  |  |  |  |  |  |  |  |  |  |  |  |  |  |
| | 3. Emma de Waldeck-Pyrmont                       |  |  |  |  |  |  |  |  |  |  |  |  |  |  |  |
| |                                                  |  |  |  |  |  |  |  |  |  |  |  |  |  |  |  |
| |                                                  |  |  |  |  |  |  |  |  |  |  |  |  |  |  |  |
| | 28. Federico Guillermo de Nassau-Weilburg        |  |  |  |  |  |  |  |  |  |  |  |  |  |  |  |
| |                                                  |  |  |  |  |  |  |  |  |  |  |  |  |  |  |  |
| |                                                  |  |  |  |  |  |  |  |  |  |  |  |  |  |  |  |
| | 14. Jorge Guillermo de Nassau                    |  |  |  |  |  |  |  |  |  |  |  |  |  |  |  |
| |                                                  |  |  |  |  |  |  |  |  |  |  |  |  |  |  |  |
| |                                                  |  |  |  |  |  |  |  |  |  |  |  |  |  |  |  |
| | 29. Luisa Isabel de Sayn-Wittgenstein-Hachenburg |  |  |  |  |  |  |  |  |  |  |  |  |  |  |  |
| |                                                  |  |  |  |  |  |  |  |  |  |  |  |  |  |  |  |
| |                                                  |  |  |  |  |  |  |  |  |  |  |  |  |  |  |  |
| | 7. Elena Guillermina de Nassau                   |  |  |  |  |  |  |  |  |  |  |  |  |  |  |  |
| |                                                  |  |  |  |  |  |  |  |  |  |  |  |  |  |  |  |
| |                                                  |  |  |  |  |  |  |  |  |  |  |  |  |  |  |  |
| | 30. Pablo de Wurtemberg                          |  |  |  |  |  |  |  |  |  |  |  |  |  |  |  |
| |                                                  |  |  |  |  |  |  |  |  |  |  |  |  |  |  |  |
| |                                                  |  |  |  |  |  |  |  |  |  |  |  |  |  |  |  |
| | 15. Paulina de Württemberg                       |  |  |  |  |  |  |  |  |  |  |  |  |  |  |  |
| |                                                  |  |  |  |  |  |  |  |  |  |  |  |  |  |  |  |
| |                                                  |  |  |  |  |  |  |  |  |  |  |  |  |  |  |  |
| | 31. Carlota de Sajonia-Hildburghausen            |  |  |  |  |  |  |  |  |  |  |  |  |  |  |  |
| |                                                  |  |  |  |  |  |  |  |  |  |  |  |  |  |  |  |
| |                                                  |  |  |  |  |  |  |  |  |  |  |  |  |  |  |  |